# Casten Aulin
Casten Aulin, född 1 mars 1687 i Åhus, död 20 april 1763 i Malmö, var en svensk kyrkoman och riksdagsman.

## Biografi
Casten Aulin var son till kyrkoherden Olof Aulin och Casten Rönnows dotter Christina, och tillhörde en släkt som påstod sig ha arvsrätt till Åhus pastorat och som var ättlingar till en rådman i Kristianstad. Han blev student 1704, och prästvigdes 1711 för tjänsten som kyrkoherde i Kropps socken som han fick genom Margareta von Aschebergs kallelse, som synes ha haft patronatsrätt. 1739 blev han prost i Luggude härad, och 1743 kyrkoherde i Malmö S:t Petri församling. Han blev teologie doktor 1752.
Aulin var riksdagsman 1746 och 1747.
Han var gift två gånger, men fick bara barn i det första äktenskapet med Rollicka Backer (född 1671 i Helsingör, död 1734 i Kropps socken) nämligen dottern Margreta som var gift med Johan Jacob Eurenius. Paret uppfostrade även Rollickas brorson Jacob Backer (1710-1761), som blev präst i Östra Hoby. Rollicka Backer var brorsdotter till Emma Hermansdatter Backer, som var gift med Valentin Korn.